# (4232) Aparicio
(4232) Aparicio (1977 CD) – planetoida z pasa głównego asteroid okrążająca Słońce w ciągu 2 lat i 254 dni w średniej odległości 1,94 j.a. Została odkryta 13 lutego 1977 roku przez Mario Cesco.